# Magdalena Dipont
Magdalena Dipont, również Magdalena Dipont-Lewandowska (ur. 12 października 1951 w Warszawie) – polska scenograf filmowa i dekoratorka wnętrz.
Laureatka czterech Polskich Nagród Filmowych oraz Nagrody na Festiwalu Polskich Filmów Fabularnych za najlepszą scenografię. Członkini Stowarzyszenia Filmowców Polskich.

## Wybrana filmografia[1]
dekoracja wnętrz:
- Kung-fu (1979)
- Człowiek z żelaza (1981)
- Wedle wyroków twoich (1983)
- Stan wewnętrzny (1983)
- Soból i panna (1983)
- Bez końca (1984)
- Baryton (1984)
- Kronika wypadków miłosnych (1985)
- Jezioro Bodeńskie (1985)
- Krótki film o zabijaniu (1987)
- Krótki film o miłości (1988)
- Korczak (1990)
- La double vie de Veronique (1991)
- Białe małżeństwo (1992)
- Trois couleurs. Blanc (1993)

scenografia:
- Gry uliczne (1996), również dekoracja wnętrz
- Kochaj i rób co chcesz (1997), również dekoracja wnętrz
- Dług (1999), również dekoracja wnętrz
- Zemsta (2002)
- Mój Nikifor (2004), również dekoracja wnętrz
- Katyń (2007)
- Tatarak (2009)
- Rewers (2009)
- Wałęsa. Człowiek z nadziei (2013)
- Ziarno prawdy (2015)
- Pan T. (2019)

## Nagrody i wyróżnienia[1]
- 2000: nominacja do Polskiej Nagrody Filmowej za scenografię do filmu Dług
- 2003: nominacja do Polskiej Nagrody Filmowej za scenografię do filmu Zemsta
- 2003: Nagroda za scenografię spektaklu telewizyjnego Merylin Mongoł na Festiwalu Teatru Polskiego Radia i Teatru Telewizji Polskiej „Dwa Teatry”
- 2005: Polska Nagroda Filmowa za scenografię do filmu Mój Nikifor
- 2007: Nagroda za scenografię do filmu Jutro idziemy do kina na Festiwalu Polskich Filmów Fabularnych
- 2008: Polska Nagroda Filmowa za scenografię do filmu Katyń
- 2010: Polska Nagroda Filmowa za scenografię do filmu Rewers
- 2014: nominacja do Polskiej Nagrody Filmowej za scenografie do filmu Wałęsa. Człowiek z nadziei
- 2020: Polska Nagroda Filmowa za scenografię do filmu Pan T.